# Veronica hispidula
Veronica hispidula là một loài thực vật có hoa trong họ Mã đề. Loài này được Boiss. & HUET miêu tả khoa học đầu tiên.